# Medstead (Saskatchewan)
Medstead es un pueblo canadiense situado en la provincia de Saskatchewan.

## Superficie
Medstead tiene una superficie de 0,65 km².

## Demografía
En 2021, tenía 121 habitantes, una densidad poblacional de 185,8 hab./km², y 73 viviendas.